# Камара на представителите на Берлин
Камарата на представителите на Берлин (на немски: Abgeordnetenhaus von Berlin) е провинциалният парламент (ландтаг) на град Берлин, който има статут на федерална провинция на Германия.
Създаден е с приемането на конституцията на Западен Берлин през 1951 година. От 1993 година Камарата на представителите се помещава в старата сграда на Пруския ландтаг на улица „Нидеркирхенщрасе“.
Състои се от най-малко 130 представители, избирани с петгодишен мандат. След изборите през 2011 година депутатите са 149, а председател на Камарата е Ралф Виланд от Германската социалдемократическа партия.